# Dragon Quest Monsters : Le Prince des ombres
Dragon Quest Monsters : Le Prince des ombres (intitulé Dragon Quest Monsters: The Dark Prince aux États-Unis ou Doragon Kuesuto Monsutāzu 3 mazoku no ōji to erufu no tabi () au Japon) est un jeu vidéo de rôle, co-développé par TOSE et développé Square Enix et édité par Square Enix, sorti le 1er décembre 2023 sur Nintendo Switch. Il appartient à la franchise vidéoludique Dragon Quest et plus spécifiquement à la série dérivée Monsters qui se base sur la capture et les combats de monstres en tour par tour.

## Synopsis
L'histoire suit le voyage de Psaro, un prince mi-humain, mi-monstre. Après la mort de sa mère, Miriam, il défia son père, Randolfo le Tyran, dirigeant de Nadiria. En guise de punition pour son défi, Randolfo maudit son fils, le rendant incapable de blesser le moindre monstre, avant de l'exiler à Terrestria. Désireux de se venger, Psaro jure de lever la malédiction, de retourner à Nadiria et de renverser son père. Réfugié dans le village humain de Rosecolline, Psaro trouve une faille dans son incapacité à nuire aux monstres dans l'art du dressage de monstres. En devenant un maître des monstres, il peut demander à ses alliés de vaincre des monstres à sa place, contournant ainsi son maléfice. Un maître des monstres à la retraite et villageois nommé Monty offre au prince son premier monstre et lui apprend les bases sur les dresseurs de monstres. Psaro rencontre bientôt une elfe fugitive, qu'il nomme Rose, car elle n'a pas de nom. Elle accompagne Psaro et lui permet d'entrer à Nadiria grâce à sa magie elfique unique.